# Ancistrocladus griffithii
Ancistrocladus griffithii är en tvåhjärtbladig växtart som beskrevs av Jules Émile Planchon. Ancistrocladus griffithii ingår i släktet Ancistrocladus och familjen Ancistrocladaceae. Inga underarter finns listade i Catalogue of Life.